# TV Sever (Žilina)
TV Sever (celým názvem Televízia Sever) byla první slovenská komerční regionální televize vysílající z žilinského televizního studia. Program byl regionálního charakteru doplněný o vysílání seriálů a filmů zahraniční produkce. Vysílání probíhalo z místního vysílače Krížava, který pokrýval okolí měst Žiliny a Martin.

## Historie

### Začátek vysílání (1993–1995)
V úterý 21. září 1993 byla společnosti TV Sever spol. s r.o. udělena licence k provozování regionálního televizního vysílání z vysílače Krížava, nacházejícího se mezi městy Žilina a Martin, na kanále 52 uvolněného po bývalém národním okruhu TA 3. Záměrem společnosti bylo dostat region severozápadního Slovenska do popředí. Ten byl dosud známý jen okrajově z regionálního zpravodajství Slovenské televize.
První testovací signál byl spuštěn již 31. prosince 1993 z podzemního televizního studia v Žilině, ostré vysílání o rozsahu šesti hodin denně začalo 3. ledna 1994. Generálním ředitelem byl Zdeno Špičák. Programové schéma tvořily pořady vlastní produkce, regionální zpravodajství, dokumenty, zahraničními seriály a filmy. Pracoviště na výrobu zábavných pořadů a pořadů vážné hudby se nacházelo v Domě umění Fatra.
Dne 14. března 1995 v 8:00 hodin se v zasedačce Slovenského syndikátu novinářů (Slovenského syndikátu novinárov) konala veřejná diskuse, které se zúčastnili zájemci o třetí vysílací okruh (frekvence po bývalém kanálu Slovenské televize TA 3). Té se zúčastnili TV 3 Slovakia se sídlem v Bratislavě, Markíza se sídlem v Blatné, TV Sever a košická MAC TV. Výběrové řízení na tento okruh s 22% pokrytím slovenského území vyhrála televizní společnost Markíza Slovakia.

### Éra sporů s Radou pro vysílání a retransmisi (1996–2000)
V roce 1996 měl provozovatel stanice v plánu rozšířit zpravodajství o servis sítě Worldnet a také část svého programu věnovat vysílání pro děti a mládež. V roce 1996 měla TV Sever 35 zaměstnanců a externistů, z nichž polovina měla již dříve zkušenosti s masmédií.
Rada pro rozhlasové a televizní vysílání (Rada pre vysielanie a retransmisiu), pro opakované porušování licenčních podmínek a programového schématu, rozhodla 19. března 1996 o odnětí licence. Podle Rady se provozovatel měl dopouštět nedodržování kvót pro domácí produkci, jež měla být stanovena na 60-70% (při monitoringu bylo zjištěno 30-40%), v roce 1995 nenahlásil změnu statutárního orgánu, vysílání v nesouladu se zaslaným programovým schématem a porušování autorských práv (35/1965 Sb.), kdy TV Sever odvysílala převzaté pořady ještě před jejich zaplacením. Provozovatel stanice se proti tomuto rozhodnutí odvolal a přiznal, že se dostal do platební neschopnosti, ale že autorský zákon neporušil, že je to věcí vzájemných obchodních vztahů. Toto rozhodnutí nemělo odkladný účinek, proto byl vysílatel požádán o vrácení licence, frekvenčního listu a o přerušení vysílání do doby rozhodnutí soudu. I přes tuto skutečnost TV Sever v neděli 1. září 1996 vysílání obnovila z nově rekonstruovaného studia. Na základě požadavku Rady nechali OZ Rádiokomunikácie, i přes zaplacený poplatek, vysílání TV Sever z vysílače Krížava po dvou dnech vypnout. Generální ředitel a majitel stanice Zdeno Špičák zvažoval, že se obrátí na Evropský soud.
Senát Krajského soudu v Banské Bystrici zrušil 30. října 1996 rozhodnutí Rady a nařídil vrácení licence provozovateli. Při vydávání licence TV Sever v roce 1993 nebyly její součástí licenční podmínky. Ty se Rada pre vysielanie a retransmisiu údajně pokoušela doručit v nadcházejícím roce, nicméně se jí nepodařilo u soudu prokázat, zda provozovateli tyto podmínky byly vůbec doručeny, proto soud odmítl i tvrzení, že by TV Sever vysílala podle jiného schématu. Porušování autorských práv se rovněž prokázat nepodařilo. Majitel TV Sever naplánoval obnovení vysílání na listopad 1996 a výrazně posílit signál.
Dne 9. prosince 1999 Rada na základě žádosti vysílatele schválila posunutí termínu zahájení vysílání z 25. června 1999 na 1. duben 2000 a o změně vysílacího schématu (tato žádost byla ve správním řízení 10. února 2000 zrušena pro nezaplacení správního poplatku). Vysílatel byl zároveň upozorněn, že pokud nezačne do tohoto data vysílat, může být rozhodnuto o odejmutí licence. Rada také požádala, aby jí vysílatel ve lhůtě do 10. února 2000 zaslal informaci o osobě investora a připravovaných změnách právních skutečností společnosti. Dále chtěla vidět smlouvu s ST a.s. o technickém zabezpečení vysílání, smlouvy s organizacemi kolektivní správy práv a avizovanou změnu programové skladby.

Ve čtvrtek 6. dubna 2000 obnovila TV Sever zkušební vysílání. Vysílání bylo zahájeno v 16 hodin a ukončeno ve 20 hodin. Provizorní vysílací schéma tvořila směs zpravodajství, diskusních relací, přírodopisných a dokumentárních filmů a hudební relace staršího vydání. Vysílání z Krížavy bylo vysíláno monofonně v normě PAL B/G a s výkonem 300 kW.

#### Navrhované programové schéma pro rok 2000[14]
| Čas   | Relace                                                          | Poznámky                  |
| ----- | --------------------------------------------------------------- | ------------------------- |
| 16:00 | Zpravodajství TV Sever doplněné videotextem                     | Repríza z předchozího dne |
| 16:15 | Původní tvorba pro mládež, regionální magazíny, diskusní relace | Premiéra                  |
| 17:45 | Zpravodajství TV Sever                                          | Premiéra                  |
| 18:00 | Rodinný seriál                                                  | Premiéra                  |
| 19:00 | Publicistika, diskusní relace                                   | Repríza                   |
| 19:40 | Zpravodajství doplněné videotextem                              | Repríza                   |
| 20:00 | Závěr vysílání                                                  |                           |

### Ukončení vysílání (2000)
Rada pro vysílání a retransmisi odebrala 22. srpna 2000 TV Sever licenci, protože stanice od začátku roku 2000 do 19. září 2000 nevysílala déle jak 30 dní. TV Sever se bránila, že přerušení vysílání bylo z důvodu nedostatečného pokrytí území a přesahu signálu TV Nova na Slovensku a žádala Radu o pomoc s vyřešením tohoto problému. Ta údajně tento problém neřešila. Nejvyšší soud se zastal rozhodnutí Rady a provozovateli nepřiznal nárok na náhradu nákladů. TV Sever se nepodařilo nalézt investora a měla finanční problémy. Dne 11. září 2000 provozovatel stanice oznámil uzavření smlouvy o zapojení se do programu ALTEV, která by na frekvencích TV Sever umožnila šíření programu TV Global. TV Sever by do vysílání vstupovala denně ve třech jednohodinových vstupech v 9, 18 a 22 hodin. Spojením s TV Global očekával provozovatel stanice návrat části investic a přislíbil vyrovnání závazků vůči radiokomunikacím.
Společnost TV Sever spol. s r.o zanikla v roce 2010 ex offo.

## Ukázka televizního programu
| Sobota - 14.2.1995                              |
| ----------------------------------------------- |
| 17:55 Přehled programů                          |
| 18:00 Blok M.                                   |
| 19:10 Spravodajstvo                             |
| 19:20 Zahraničné spravodajstvo                  |
| 19:30 Radíme záhradkárom a chovateľom           |
| 19:40 Blok M.                                   |
| 20:40 Na pravé poludnie II - Návrat Willa Kanea |
| 22:10 Spravodajstvo                             |
| 22:20 Zahraničné spravodajstvo                  |
| 22:30 Dokumentárny film                         |
| 23:00 Blok M.                                   |
| 00:05 Teror na Londýnskom moste                 |
| 01:40 Prehľad programov                         |
| 01:45 Záver vysielania                          |

## Filmy a seriály

### Pro děti
- Čo rozprávala teta Srna
- Jeskyně u Zlaté růže III

### Seriály
- Nedotknutelní
- Ron a Tanja
- Zmije

### Filmy

#### Austrálie
- Sám na lásku
- Vzdálená země I
- Vzdálená země II
- Vzdálená země III
- Vzdálená země IV

#### Francie
- Dobrodružství rabína Jákoba
- Madame Claude
- Máky jsou také květy
- Milionářem ve 14 letech
- Studený pot
- Valachiho svědectví

#### Itálie
- Bye Bye baby
- Carmen na ledě
- Cesta
- Diamantová cesta
- Dvojníci
- Příliš atraktivní žena
- Z noci do úsvitu I
- Z noci do úsvitu II
- Žena ve stínu I
- Žena ve stínu II
- Žena ve stínu III

#### Japonsko
- Tokio pop

#### Kanada
- Arašídová pomazánka (film)
- Návrat Tommyho Trickera
- O čarodějnici, která nebyla
- Oceán za třetím lesem
- Pes, který zastavil válku
- Siluety smrti
- Vánoce s Marťanem
- Velká země malých
- Vincent a já
- Vykuk Tom a cestující filatelista

#### Německo
- Kaltenbachovy papíry I
- Kaltenbachovy papíry II
- Kaltenbachovy papíry III
- Top Kids
- Vzpomínky na budoucnost

#### Rakousko
- Sissi I
- Sissi II
- Sissi III
- Tajemný cizinec

#### Rumunsko
- Nebe na dosah

#### USA
- Absolutní cizinci
- Alamo: Třináct dní ke slávě
- Alamo I
- Alamo II
- Boj o život
- Bourák
- Bucky a Blue Duck
- Buffalo Bill a indiáni
- Carpool
- Červená maska smrti
- Daňová sezóna
- Dáma a pocestný
- Drogy z Times Square
- Erotika - zlatý důl
- Flash Gordon
- Harlem Globetroters
- Hovoria mi Bruce
- Hry na cestě
- Hurikán
- Incident na malém městě
- Jak umírají muži I
- Jak umírají muži II
- Karate komando
- Když komedie byla králem
- Kniha džunglí
- Kočičí oko
- Krvavý kámen
- Lampa
- Lidská práva
- MacGyver: Cesta do zkázy
- MacGyver: Ztracený poklad Atlantidy
- Maska smrti
- Mezinárodní ceny magie
- Modrý blesk
- Monstrum přichází z jiné galaxie
- Mrtvá jáma
- Mrtvé přání
- Mudrc
- Mutant
- Nebezpečí USA
- Nebezpečná zóna I
- Nebezpečná zóna II
- Nedotknutelní
- Nejnebezpečnější žena
- Noční anděl
- Ohnivá pomsta
- Operace Nebrat vězně
- Operace Žralok
- Orka zabiják
- Pátrání v čase
- Peklo v Pacifiku
- Peklo v řetězech
- Písečný jezdec
- Podivná mezihra I
- Podivná mezihra II
- Podivná mezihra III
- Podivná mezihra IV
- Pomsta divoké kočky
- Poslední samuraj
- Přání smrti
- Půlměsíční ulice
- Ráj
- Rozesmátá smrt
- Rudá Sonja
- Říkají mi Bruce
- Serpico
- Sid a Nancy
- Smrtelné zlo II
- Sněhurka a jak to bylo dál
- Strážce tajemství
- Svatý týden
- Svět cirkusu
- Šance pro život
- Teror na Londýnském mostě
- Triumf Ch.Parkera
- Tunely
- Tvář nepřítele
- Úkryt v čase
- Umění lásky
- Únos (film)
- Únos lodě Achille Lauro I
- Únos lodě Achille Lauro II
- V pravé poledne I
- V pravé poledne II - Návrat Willa Kanea
- Valdézovi koně
- Velká hra
- Velký návrat
- Vítej mých 18
- Vlastní krev
- XTRO II
- Zlatý věk grotesky
- Zločiny srdce
- Zmije
- Žena na římse
- Životní šance
- Žralok (film)

#### Velká Británie
- Dáma a lupič
- Duch v Monte Carlu
- Fantom v Monte Carlu
- Souboj srdcí

### Erotika
- Electric Blue

### Dokumenty
- Aljašský národní park
- Aljašský národní park Denali
- Austrálie Bena Croppa
- Benátky
- Bratislava
- Buenos Aires
- Cestovanie vesmírom
- Country tance Handlová
- Cyrilometodské dni
- Černý sníh
- Dievčatko slačanské
- Dobývanie vesmíru
- Dotyky s oblohou
- Džungľa na betone
- Elitné jednotky
- Eva Braunová - Hitlerova milenka
- Global Mission '95 - Billy Graham
- Hawaii
- História letectva
- História ponoriek
- História Royal Navy
- História vrtuľníkov
- Hitlerove tajné zbrane
- Hitlerova vojna
- Hledání Acadie
- Hoj vlasť moja
- Churchilova vojna
- Idaho - Šľachetná výzva
- Javorina
- Kamikadze - Zomrieť za císára
- Koledníci z Terchovej
- Kovboji po slovensky
- Krajina Georgea Washingtona
- Kráterové jezero
- Krehká krása z Domaniže
- Lajan
- Letecká esá
- Marylin - portrét legendy
- Me som Rom
- Mea Slovacia
- Medzinárodné ceny mágie
- Misie z Texasu
- Miesto útočišťa
- Miss University '95 - krajské finále
- Mnoho tváří Billie Holiday
- Na Štědrý deň - o Vánocích a zvycích v Terchovej
- Najrýchlejšie vlaky sveta
- Najväčšie námorné bitvy 2. svetovej vojny
- Najväčšie námorné lode
- Národný park Crater Lake
- Nič nemá a nič mu nechybá
- Nostrodamus . Hlas z minulosti
- Ozveny z Východnej
- Pieniny
- Poselství bohů
- Prečo sme bojovali
- Psí život
- Rodáci v Argentíne
- Rommel - Liška pouště
- Rozhodca vracia úder
- Samkove husličky - dokument o lidové hudbě
- Slovensko moje
- Spomienky - o bojích u Strečna v SNP
- Štyri tváre v skále
- Terchovský betlehem
- Tibor Bogdan
- Tomáš a Juraj
- Trávnaté vody
- Trinásť desaťročie Matice slovenskej
- Verenice Matky Terezy - o církevní škole v Čadci
- Vikingské vojny
- Vodné dielo Žilina
- Za Boha, za národ
- Za trasou a tajomstvom národných parkov: Tatranský národný park
- Zostanem vždy tvoj
- Zrkadlenie St.Croix

## TV pořady

### Převzaté pořady
- NewsHour - zpravodajská hodina televize Worldnet v původním znění s titulky
- PC View - magazín o počítačích z produkce Cable Plus Television a STV
- TV Bedeker - cestopisný magazín z produkce Cable Plus Television

### Vlastní tvorba

#### Hudební relace
- Blok M. - hudební blok
- Club Date - jazzový koncert
- Ringišpíl - hudební relace

#### Besedy
- Alternatívy - beseda
- Alternatívy - alebo náš životný štýl
- Na pulze dní - beseda na aktuální téma
- Na pulze týchto dní - beseda na aktuální téma

#### Zábavné pořady
- Otázka za 100 - soutěžní relace
- Radíme záhradkárom a chovateľom

#### Zpravodajství a sport
- Spravodajstvo
- Spravodajstvo TV Sever
- Šachové okienko
- Šport
- Športové minúty
- Zahraničné spravodajstvo

#### Ostatní pořady
- Podnikateľský spravodaj
- Podnikateľský spravodajca
- Policajný magazín
- Polícia informuje
- Teleinzercia
- Teleshopping Originál

## Dostupnost
Analogové terestrické vysílání bylo provozováno z žilinského vysílače Krížava.
| Kanál | Umístění | Název vysílače |
| ----- | -------- | -------------- |
| 52    | Žilina   | Krížava        |